# Durąg
Durąg (deutsch Döhringen) ist ein Ort in der polnischen Woiwodschaft Ermland-Masuren. Er gehört zur Gmina Ostróda (Landgemeinde Osterode in Ostpreußen) im Powiat Ostródzki (Kreis Osterode in Ostpreußen).

## Geographische Lage
Durąg liegt im Westen der Woiwodschaft Ermland-Masuren, zehn Kilometer südöstlich der Kreisstadt Ostróda (deutsch Osterode in Ostpreußen).

## Geschichte

### Ortsgeschichte
Luther von Braunschweig, der Komtur von Christburg (polnisch Dzierzgoń), wies einem Konrad During 1328 zweihundert Hufen Land zu mit dem Auftrag der Kolonisation. In demselben Jahr wurde hier das Dorf Döhringen gegründet.
Hier wohnte zu Anfang des 15. Jahrhunderts jener Klaus von Döhringen, der nach der Schlacht bei Tannenberg 1410 die Burg Osterode einnahm, die Ordensbesatzung vertrieb, die Gebäude plünderte und dem polnischen König Władysław II. Jagiełło übergab.
Nach der Schlacht bei Preußisch Eylau 1807 sammelte Napoleon vor Osterode seine versprengten Truppen und richtete südlich von Döhringen ein Lager für 15.000 Soldaten ein. Das notwendige Baumaterial gewann er durch Abriss zahlreicher Gehöfte in der Umgebung. Mobiliar sammelte er aus den Gutshäusern in Groß Gröben (polnisch Grabin), Lichteinen (Lichtajny) und Döhringen – alle im Eigentum des Amtsrats Weissermel auf Groß Gröben – und aus dem Gutshaus Osterwein (Ostrowin), das der Frau Amtmann Hardt gehörte. Für die Verpflegung hatte die Bevölkerung des Umkreises aufzukommen.
Am 7. Mai 1874 wurde Döhringen Amtsdorf und damit namensgebend für einen Amtsbezirk, der bis 1945 bestand und zum Kreis Osterode in Ostpreußen im Regierungsbezirk Königsberg (1905 bis 1945: Regierungsbezirk Allenstein) in der preußischen Provinz Ostpreußen gehörte.
Die Zahl der Einwohner Döhringens – bestehend aus Gutsbezirk und Landgemeinde – belief sich im Jahre 1910 auf 496. Am 30. September 1928 wurden die Gutsbezirke Döhringen und Panzerei (polnisch Pancezryn) in die Landgemeinde Döhringen eingegliedert. Deren Einwohnerzahl belief sich 1933 auf 578 und 1939 auf 579.
In Kriegsfolge kam Döhringen 1945 mit dem gesamten südlichen Ostpreußen zu Polen. Das Dorf erhielt die polnische Namensform „Durąg“ und ist heute als Sitz eines Schulzenamts (polnisch Sołectwo) eine Ortschaft im Verbund der Landgemeinde Ostróda (Osterode i. Ostpr.) im Powiat Ostródzki (Kreis Osterode in Ostpreußen), bis 1998 der Woiwodschaft Olsztyn, seither der Woiwodschaft Ermland-Masuren mit Sitz in Olsztyn (Allenstein) zugehörig. Im Jahre 2011 zählte Durąg 333 Einwohner.

### Amtsbezirk Döhringen (1874–1945)
Der Amtsbezirk Döhringen bestand bei seiner Errichtung aus acht Kommunen. Am Ende waren es aufgrund struktureller Veränderungen noch zwei:
| Deutscher Name  | Polnischer Name | Anmerkungen                                                                         |
| --------------- | --------------- | ----------------------------------------------------------------------------------- |
| Döhringen, LG   | Durąg           |                                                                                     |
| Döhringen, GB   |                 | 1928 in die LG Döhringen eingegliedert                                              |
| Groß Gröben, LG | Grabin          | 1928 Zusammenschluss mit Klein Gröben zur neuen Gemeinde Gröben, Amtsbezirk Kraplau |
| Groß Gröben, GB |                 | 1928 Eingliederung in die Landgemeinde Gröben, Amtsbezirk Kraplau                   |
| Horst           | Wyżnice         | 1928 in die Landgemeinde Schildeck eingegliedert                                    |
| Panzerei        | Pancerzyn       | 1928 in die Landgemeinde Döhringen eingegliedert                                    |
| Schildeck, LG   | Szyldak         |                                                                                     |
| Schildeck, GB   |                 | 1928 in die Landgemeinde Schildeck eingegliedert                                    |

Am 1. Januar 1945 bildeten nur noch die Gemeinden Döhringen und Schildeck den Amtsbezirk Döhringen.

## Kirche

### Kirchengebäude
Bereits in der Ordenszeit gab es in Döhringen eine Kirche. In Folge des Tatarenfeldzugs im 17. Jahrhundert verfiel das Gebäude, und so wurde 1713 ein neues Gotteshaus errichtet. Es handelt sich dabei um einen – später verputzten – Ziegelfachwerkbau mit dreiseitigem Schluss und hölzernem Dachreiter. Der Altar aus dem Jahre 1715 wurde um 1750 mit der Kanzel vereinigt, nach 1945 jedoch wieder getrennt. Die Orgel aus 1713 erfuhr 1875 eine grundlegende Erneuerung. Die Glocken  tragen die Daten 1783 und 1843. Die bis dahin evangelische Kirche wurde nach 1945 baulich römisch-katholischem Brauch angepasst und den Aposteln Petrus und Paulus gewidmet.

### Kirchengemeinde
Mitte des 14. Jahrhunderts ist für Döhringen ein Pfarrer bezeugt, so dass bereits dann hier eine Gemeinde bestand. Sie übernahm mit dem Einzug der Reformation das lutherische Bekenntnis.

#### Evangelisch
Döhringen war bis etwa 1650 eigener Pfarrsitz, wurde dann aber von den Geistlichen der Nachbargemeinde Kraplau (polnisch Kraplewo) betreut. Beide Gemeinden schlossen sich dann auch zu vereinigten Kirchengemeinden zusammen, wobei der Pfarrsitz in Kraplau verblieb. Im Jahre 1925 gehörten zur Pfarrei Kraplau-Döhringen 3564 Gemeindeglieder, von denen 1814 zu Kirche Döhringen gehörten. Beide Gemeinden waren bis 1945 in den Superintendenturbezirk  Osterode im Kirchenkreis Osterode i. Ostpr. innerhalb der Kirchenprovinz Ostpreußen der Kirche der Altpreußischen Union eingebunden. Heute in Durąg lebende evangelische Einwohner halten sich entweder zur evangelisch-methodistischen Dreifaltigkeitskirche Kraplewo oder zur evangelisch-augsburgischen Kirche in Ostróda.

#### Römisch-katholisch
Bis 1945 war Döhringen in die römisch-katholische Kirche in Osterode eingepfarrt. Nach 1945 wurde sie in Durąg Eigentümer des Gotteshauses, das mannigfachen Ausbesserungsarbeiten unterzogen wurde. Am 1. Juni 1962 entstand hier die Pfarrei der „Heiligen Apostel Petrus und Paulus“, die dem Dekanat Ostróda II - Zachód („Osterode West“) im Erzbistum Ermland zugeordnet wurde.

## Schule
Döhringen war bereits im 19. Jahrhundert ein Schulort. Das heutige Gimnazjum w Durągu pflegt eine Partnerschaft mit dem Joseph-König-Gymnasium in Haltern am See. Deren Kontakte erweiterten sich zu einer Partnerschaft der evangelischen Kirchengemeinde in Haltern am See mit der evangelisch-methodistischen Dreifaltigkeitskirchengemeinde in dem unweit von Durąg liegenden Dorf Kraplewo (Kraplau).

## Verkehr
Durąg liegt an der Kreisstraße (polnisch Droga powiatowa) 1243N, die von der Stadt Ostróda aus südwärts bis nach Tułodziad (Taulensee) verläuft. Eine Bahnanbindung besteht nicht.